# La Femme cachée (film)
Pour les articles homonymes, voir La Femme cachée.
Pour plus de détails, voir Fiche technique et Distribution.
La Femme cachée est un film québécois réalisé par Bachir Bensaddek mettant en vedette Naïlia Harzoune et Antoine Bertrand,.
Il s'agit du deuxième long métrage du réalisateur,,,.

## Synopsis
Halima part à la recherche des membres de sa famille avec son conjoint Sylvain. Cette quête à l'étranger fera remonter des souvenirs douloureux d'un passé qu'elle a tenté de fuir,,.
C’est l’histoire d’une femme qui quitte sa famille du sud de la France et que l’on retrouve quinze ans plus tard à Montréal. Elle s’est refait une nouvelle vie avec un mari, un enfant et est enceinte d’un deuxième,,. Du coup, elle décide de retourner en France afin de régler des comptes avec les membres de sa famille. Son mari Sylvain s’invite dans cette aventure avec sa petite fille,. Ce dernier découvre alors tout un pan de la vie d’Halima qui est de culture kabyle. Ce sont des Algériens du Nord installés en France à la fin de la guerre d’Algérie.

## Fiche technique
- Titre original : La Femme cachée
- Réalisation : Bachir Bensaddek
- Scénario : Maria Camila Arias
- Musique : Ramachandra Borcar
- Décors: Samuel Teisseire [18]
- Costumes : Renée Sawtelle, Valérie Gagnon-Hamel
- Photographie : Alexandre Nour Desjardins[19]
- Son : Tobias Haynes, Luc Raymond, Éric Ladouceur
- Montage : Patrick Demers
- Production : Serge Noël[20]
- Société de production : Possibles Média
- Société de distribution : K-Films Amérique
- Pays de production :  Canada
- Langue originale : français
- Format : couleur
- Genre : drame psychologique
- Durée : 101 minutes
- Dates de sortie :
  - Canada : 7 août 2024 (première au cinéma Cineplex Quartier Latin de Montréal)[21]
  - Canada : 9 août 2024 (sortie en salle au Québec)[22]

## Distribution
- Naïla Harzoune : Halima
- Antoine Bertrand : Sylvain
- Athéna Henry : Léa
- Rabah Bouberras : père d'Halima
- Fatma-Zohra Minouni : mère d'Halima
- Hynda Bennabdallah : sœur d'Halima
- Flore Hamidani : sœur d'Halima
- Abdelkader Bouallaga : frère d'Halima
- Yassine Douani : frère d'Halima

## Production
Le tournage a débuté avec un premier bloc, à Montpellier en France pour les prises extérieures et pour un second bloc, en studio à Montréal, en reproduisant l’intérieur d’une maison du sud de la France,.